# Ернст IV фон Глайхен
Ернст IV фон Глайхен (на немски: Ernst IV von Gleichen; * ок. 1198/пр. 1212 в Глайхен; † 16 май 1277 в Щолп, Полша) е граф на Глайхен.
Фамилията му е роднина с херцозите на Брауншвайг-Люнебург. Той е най-големият син на граф Ламберт II фон Глайхен-Тона († 1227) и съпругата му София фон Ваймар-Орламюнде († 1244), дъщеря на граф Зигфрид III фон Ваймар-Орламюнде († 1206) и София Датска († 1208), дъщеря на датския крал Валдемар I († 1182). Внук е на граф Ервин II фон Глайхен († 1192) и правнук на граф Ернст I фон Глайхен, Тона и Харбург († 1151).
Брат е на Хайнрих I († 1257), граф на Глайхенщайн, Алберт, приор на Св. Николай в Магдебург († 1238 в битка в Байдериц), Ламберт, архдякон във Вюрцбург († 1305), и на Херман, епископ на Камин (1252 – 1288), електор на Хилдесхайм и Брауншвайг († 1289).
Ернст IV умира пр. 16 май 1277 г. в Щолп (Слупск), Померания, Полша.

## Фамилия
Ернст IV фон Глайхен се жени за Ингеборг Педерсдатер-Улфелт (* ок. 1200; † 1241). Те имат пет деца:
- Ервин III фон Глайхен († 7 септември 1266), женен за Цецилия Йохансдатер
- Албрехт III фон Глайхен-Тонна (* ок. 1220; † 24 март 1290), женен за Цецилия (Маргарета) Есбжернсдатер-Удсен († сл. 1268)
- Гунар фон Глайхен
- Кристина фон Глайхен, омъжена пр. 1280 г. за бургграф Ото II фон Дона († 1287)
- Ингеборг (Енгелбург) фон Глайхен († сл. 1253), омъжена за граф Хайнрих I фон Бланкенбург († 1275/1280), син на граф Зигфрид II фон Бланкенбург-Регенщайн

Ернст IV фон Глайхен се жени втори път ок. 1252 г. за Маргарета Олафсдатер фон Бавелзе († ок. 1267). Те имат две деца:
- Хайнрих III фон Глайхен (IV/V) († сл. 1300), женен за Луция Свантеполксдатер († 1314)
- Регица фон Глайхен († сл. 1333), омъжена за Педер Йенсен († сл. 1307)